# Luthereik
De Luthereik is de benaming voor een boom net buiten de Duitse plaats Wittenberg. De boom verwijst naar de plaats waar de monnik Maarten Luther in 1520 de banbul van paus Leo X verbrandde. Dit was voor de reformator de definitieve breuk met de Rooms-Katholieke Kerk. Het betekende excommunicatie. Een jaar later volgde de Rijksdag van Worms, waar hij zijn leer moest uitleggen of herroepen.
De eik die er momenteel staat, stamt uit het jaar 1830. De oorspronkelijke boom is tijdens de bevrijdingsoorlog van de Franse bezetting geveld en als brandhout gebruikt. Bij de boom staat een gedenksteen met daarop het wapen van Wittenberg en de Lutherroos. Dit is het wapen van Maarten Luther.